# Otothyropsis dialeukos
Otothyropsis dialeukos es una especie de pez siluriforme de agua dulce del género Otothyropsis, en la familia de los loricáridos. Habita en aguas templado-cálidas del centro-este de Sudamérica. 

## Taxonomía
Descripción original
Esta especie fue descrita originalmente en el año 2017 por los ictiólogos Bárbara Borges Calegari, Walter Gill Morlis y Roberto Esser dos Reis.
Localidad tipo
La localidad tipo referida es: “arroyo Itá (cuenca del río Paraná) en el Paso Itá (en las coordenadas: 25°22′56.9″S 54°41′34.8″O / -25.382472, -54.693000 y a una altitud de 200 msnm), cerca del embalse de Acaray, a unos 8 km de la ruta que une Hernandarias con Ciudad del Este, Hernandarias, departamento Alto Paraná, Paraguay”.
Holotipo
El ejemplar holotipo designado es el catalogado como: MNHNP 3880; se trata de una hembra adulta, la cual midió 34,6 mm de longitud. Fue capturada por Walter Gill Morlis y R. Torres el 21 de enero de 2013. Se encuentra depositada en la colección de ictiología del Museo Nacional de Historia Natural del Paraguay (MNHNP), en la ciudad de Asunción.
Etimología
Etimológicamente el término genérico Otothyropsis se construye con palabras del idioma griego, en donde: otos significa 'oído', thyris es 'ventana', al estar estrechamente emparentado al género Otothyris; mientras que opsis es lo relacionado con la 'apariencia', por lo tanto, se marca su semejanza a un Hypoptopomatinae.
El epíteto específico dialeukos deriva de la misma palabra en idioma griego, que significa ‘marcado con blanco’, en referencia al color blanco o crema claro de sus mejillas.
Caracterización y relaciones filogenéticas
Varios rasgos morfométricos y merísticos permiten diferenciar a Otothyropsis dialeukos de todos sus congéneres, entre los cuales se encuentran: tener un patrón cromático propio en la aleta caudal, compuesto por un color de fondo que va desde un marrón muy oscuro hasta casi el negro, sobre el que se disponen dos manchas hialinas redondeadas en el sector medial de los radios ramificados más externos y en los radios medios mostrar un borde posterior hialino interrumpido; abdomen enteramente cubierto por grandes placas, sin áreas desnudas; largas espinas pectorales y dorsales; y por no exhibir una cresta elevada de dentículos alargados en la porción posterior parieto-supraoccipital.

## Distribución y hábitat
Este pequeño pez es endémico de cursos fluviales templado-cálidos en el este del Paraguay, específicamente en la hoya del arroyo Itá, un afluente del embalse de Acaray, dique que represa las aguas del río Acaray, el que luego vuelca su carga hídrica en la margen derecha del río Alto Paraná, el cual pertenece a la cuenca del Plata.
Ecorregionalmente es característico de la ecorregión de agua dulce Paraná superior.